# Relações entre Coreia do Norte e Cuba
As relações entre Coreia do Norte e Cuba referem-se as relações bilaterais entre Cuba e a Coreia do Norte.
Cuba tem relações diplomáticas com a Coreia do Norte desde 29 de agosto de 1960.  Cuba possui uma embaixada em Pyongyang e a Coreia do Norte possui uma embaixada em Havana. 

## História
Cuba tem sido um dos aliados mais consistentes da Coreia do Norte.  A mídia norte-coreana retrata os cubanos como camaradas na causa comum do socialismo.  Durante a Guerra Fria, a Coreia do Norte e Cuba forjaram um vínculo de solidariedade com base em posições militantes que se opunham ao poder estadunidense. 
Che Guevara, então ministro do governo cubano, visitou a Coreia do Norte em 1960 e proclamou um modelo para Cuba seguir.  Em 1968, Raúl Castro declarou que seus pontos de vista eram "completamente idênticos em tudo".  O líder cubano Fidel Castro faria uma visita em 1986. Cuba foi um dos poucos países que mostraram solidariedade com a Coreia do Norte ao boicotar as Olimpíadas de Seul em 1988.
Em 2013, um navio norte-coreano, o Chong Chon Gang, foi procurado enquanto viajava pelo Canal do Panamá e verificou-se que estava carregando armas de Cuba, aparentemente para serem consertadas e devolvidas.  O navio foi posteriormente entregue ao governo norte-coreano. 
Em janeiro de 2016, Coreia do Norte e Cuba estabeleceram um sistema de comércio de escambo. Também em 2016, o Partido dos Trabalhadores da Coreia e o Partido Comunista de Cuba se reuniram para discutir o fortalecimento dos laços.  Após a morte de Fidel Castro em 2016, o governo norte-coreano declarou um período de luto de três dias e enviou uma delegação oficial para seu funeral.  O líder da Coreia do Norte, Kim Jong-un, visitou a embaixada cubana em Pyongyang para prestar homenagens. 